# Murbachs kloster

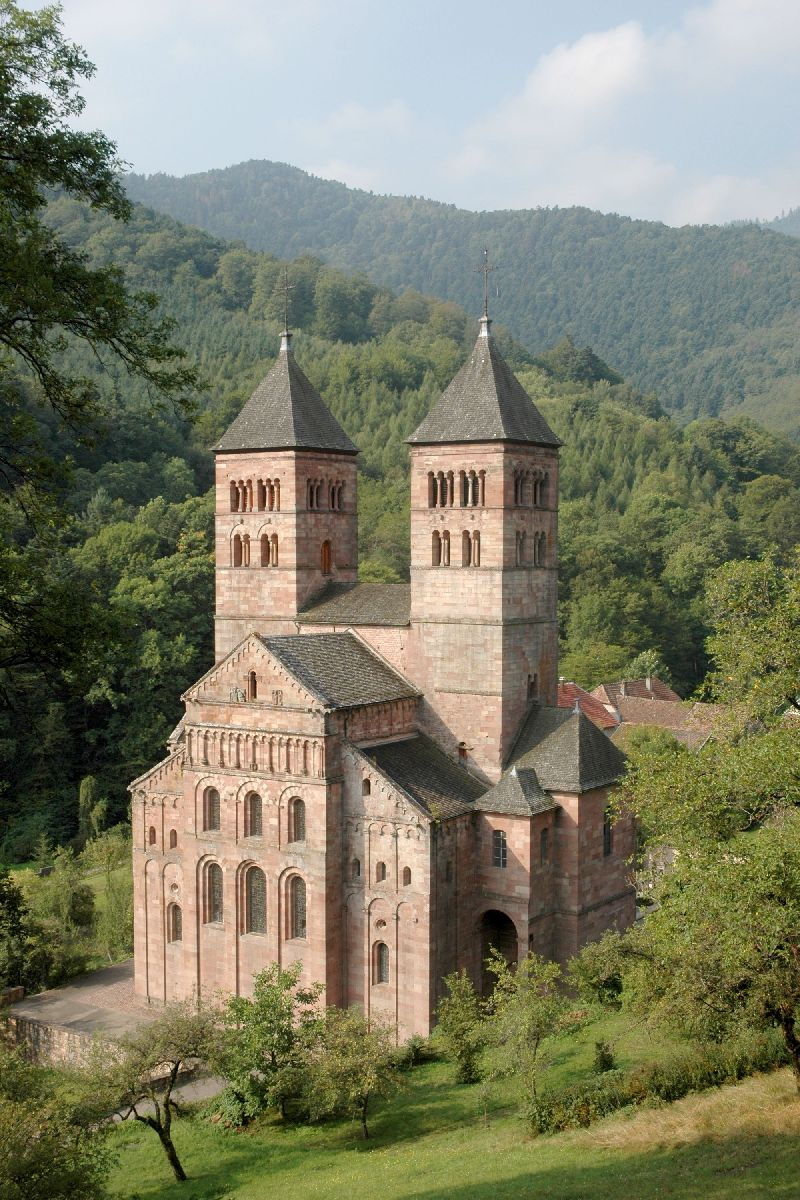
St. Leodagar-kytkan, Murbachs kloster.

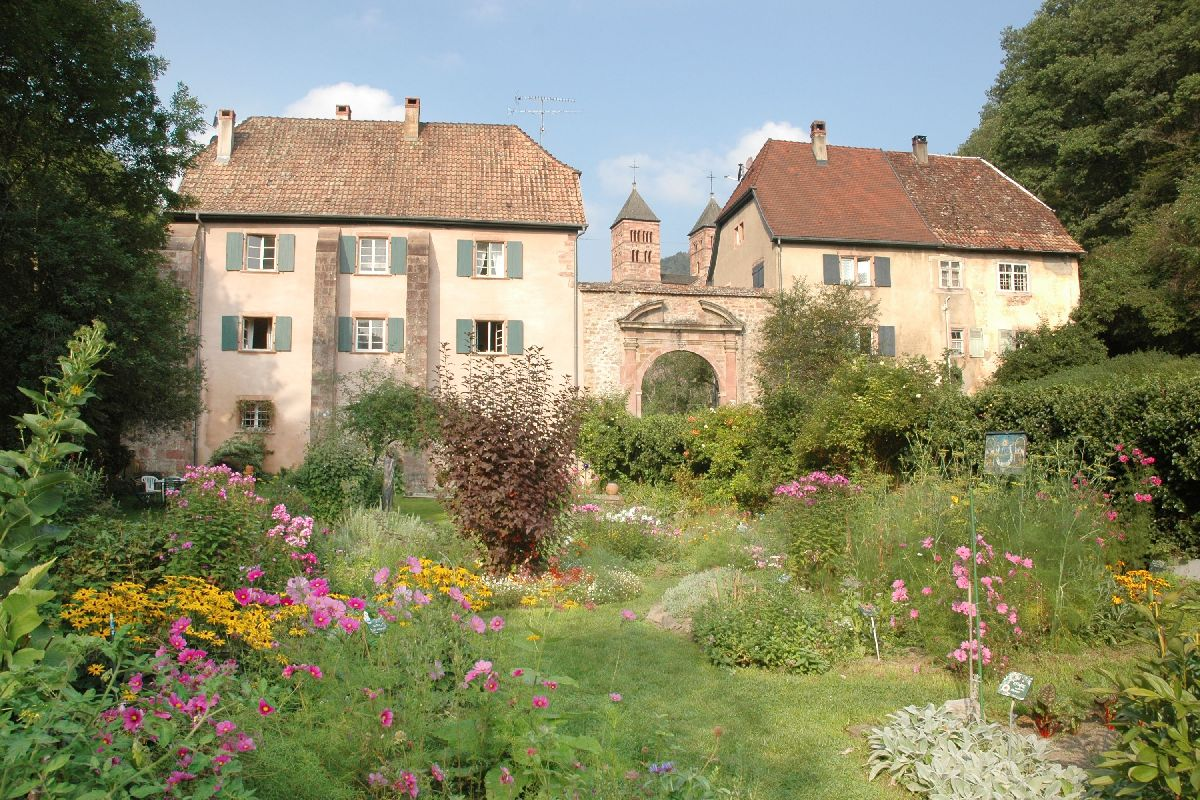
Klosterträdgården, Murbach Abbey

Murbachs kloster (franska: Abbaye de Murbach, tyska: Fürstabtei Murbach) var ett berömt benediktinkloster i Murbach, södra Alsace, i en dal vid foten av Grand Ballon i Vogeserna. Klostret grundades 727 av Eberhard, greve av Alsace, och etablerades som ett benediktinerhus av sankt Pirmin. Dess territorium bestod en gång av tre städer och trettio byar. Byggnaderna, inklusive en av de tidigaste klosterkyrkorna med välvda romanska strukturer, ödelades 1789 under Franska revolutionen av bönderna i området. Klostret upplöstes kort därefter.
Av den romanska klosterkyrkan från 1100-talet, tillägnad helige Leodegar (franska: Saint Léger), återstår bara tvärskeppet med sina två torn, och den östra änden med kyrkogården. Platsen för långhuset fungerar nu som gravplats. Byggnaden ligger på Route Romane d'Alsace.

## Historik

### Tidig historia
Klostrets grundare, greve Eberhard, bror till Luitfrid av Etichonids, engagerade biskop Pirmin från Reichenauklostret vid Bodensjön för att bygga upp kommuniteten. Tidigare hade klostret verkat enligt Sankt Columbanus regel, men regeln hade förlorat sitt ursprungliga värde. Pirmin löste svårigheterna genom att införa en blandad regel av sankt Columbanus och Benediktinregeln, fram till den allmänna reformen som genomfördes av Benedikt av Aniane.
Greve Eberhard gav klostret en rik gåva och omfattande privilegier, såsom rätten till fritt val av abbot. Klostret var skyldigt att få sina privilegier regelbundet bekräftade och var därmed nära beroende av påven och kejsaren (efter 1680 kungen av Frankrike). Murbach ställdes under beskydd av sankt Leodegar, som hade infört den benediktinska regeln i Bourgogne på 700-talet.
Klostret var viktigt politiskt, och Karl den Store tog själv titeln abbot av Murbach (latin: Pastor Murbacencis; i sekulär mening) 792–93.
Omkring 850 hade Murbach blivit ett av de intellektuella centra i övre Rhen. Biblioteket innehöll omkring 340 verk om teologi, grammatik och historia. När klostret så småningom minskade i betydelse var biblioteket i Murbach fortfarande en möjlig källa (bortsett från klostret i Fulda, Tyskland) för Poggio Bracciolinis återhämtning 1417 av Lucretius förlorade didaktiska dikt De Rerum Natura. Biblioteket var också källan till Velleius Paterculus bok Historia Romana, som hittades där 1515 av Beatus Rhenanus. Samtidigt[när?] ökade klostrets världsliga ägodelar, tack vare ett stort antal gåvor. Murbach ägde fastigheter och rättigheter på cirka 350 orter. De flesta av dem fanns i Alsace, i furstbiskopsdömena Basel och Strasbourg. Dessutom fanns det fastigheter på högra stranden av Rhen och även i Schwarzwald. Till exempel, gav år 805 de alemanniska adelsmännen Egilmar, Focholt, Wanbrecht och Nothicho sin mark till klostret och en kyrka i nuvarande Grissheim (latin: villa Cressheim in pago Brisachgaginse). Luzernklostret var Murbachs ägo i mitten av 800-talet. Det ägde egendom i närheten av Worms omkring 900, och nämns i Wormser-murbyggnadsförordningen som en av de platser som delade ansvaret för att underhålla stadsmuren. Denna första period av välstånd slutade 936 med invasionen av Alsace av ungrare.
Murbach visar tecken på nedgång under 1100-talet, även om staden Luzern 1178 grundades som en Murbach-ägodel. Klostret invigdes 1134.

### Ställning som riksomedelbar i tysk-romerska riket
Murbachs kloster fick ställning som riksomedelbart territorium 1228, under abbot Hugues av Rothenburg. Murbach utökade sina territoriella ägor under 1200-talet, mestadels i Alsace, vilket ledde till konflikter med biskopen av Basel och grevarna av Habsburg.
Murbach sålde sina rättigheter över staden Luzern och gods i Unterwalden till Rudolf I av Tyskland den 16 april 1291. Detta var en betydelsefull händelse för grundandet av det gamla schweiziska förbundet, då Waldstätte (Uri, Schwyz och Unterwalden) såg sin handelsväg över Luzernsjön avskuren och fruktade att förlora sin självständighet.
Från 1300-talet började klostret gradvis minska i inflytande även om det under 1400- och 1500-talen behöll sin status som furstendöme.
Westfaliska freden (Münsterfördraget) från 1648 ledde till att delar av Alsace överfördes till Frankrike, men reserverade klostren Murbach Lüders som kvarvarande i det heliga romerska riket. Kungariket Frankrike lyckades trots detta ta faktisk kontroll över båda klostren 1680, under de så kallade återföreningskamrarna som inrättades av Ludvig XIV, och de två klostren var en del av de territoriella tvisterna mellan Frankrike och kejsardömet under perioden 1680 till 1789. År 1759, under Kasimir Friedrich von Rathsamhausen, flyttades klostret till Guebwiller, där munkarna snart inledde byggandet av en ny och monumental kyrka, Notre-Dame de Guebwiller. Klostret övergav Benediktinerregeln och förvandlades till ett kollegium för medlemmar av adeln (franska: chapitre collégial-équestral de Murbach, tyska: Adeliges Ritterstift Murbach). År 1789 upplöstes klostret efter att ha blivit plundrat av upproriska bönder.

## Galleri

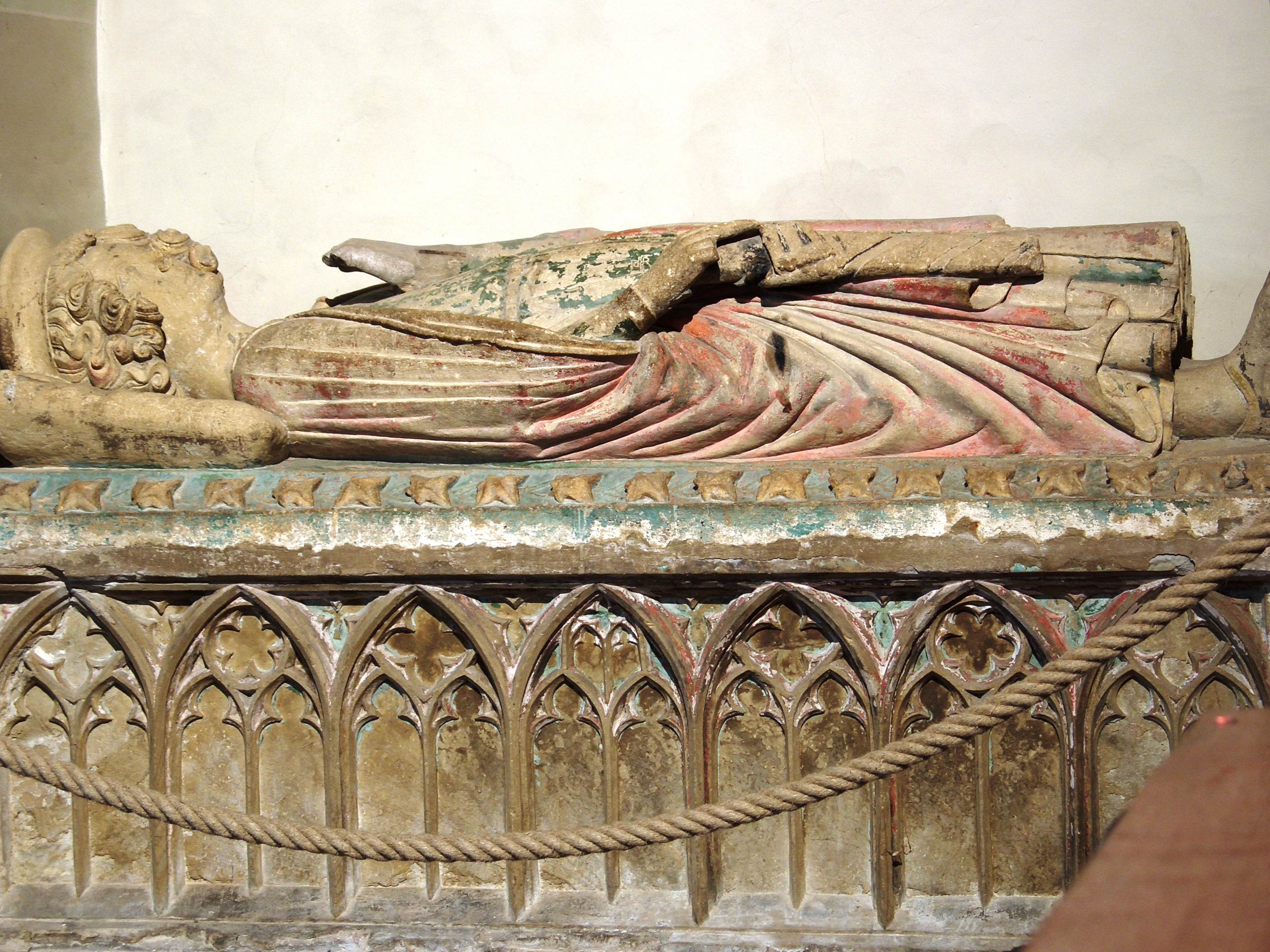
Greve Eberhards senmedeltida grav inne i kyrkan
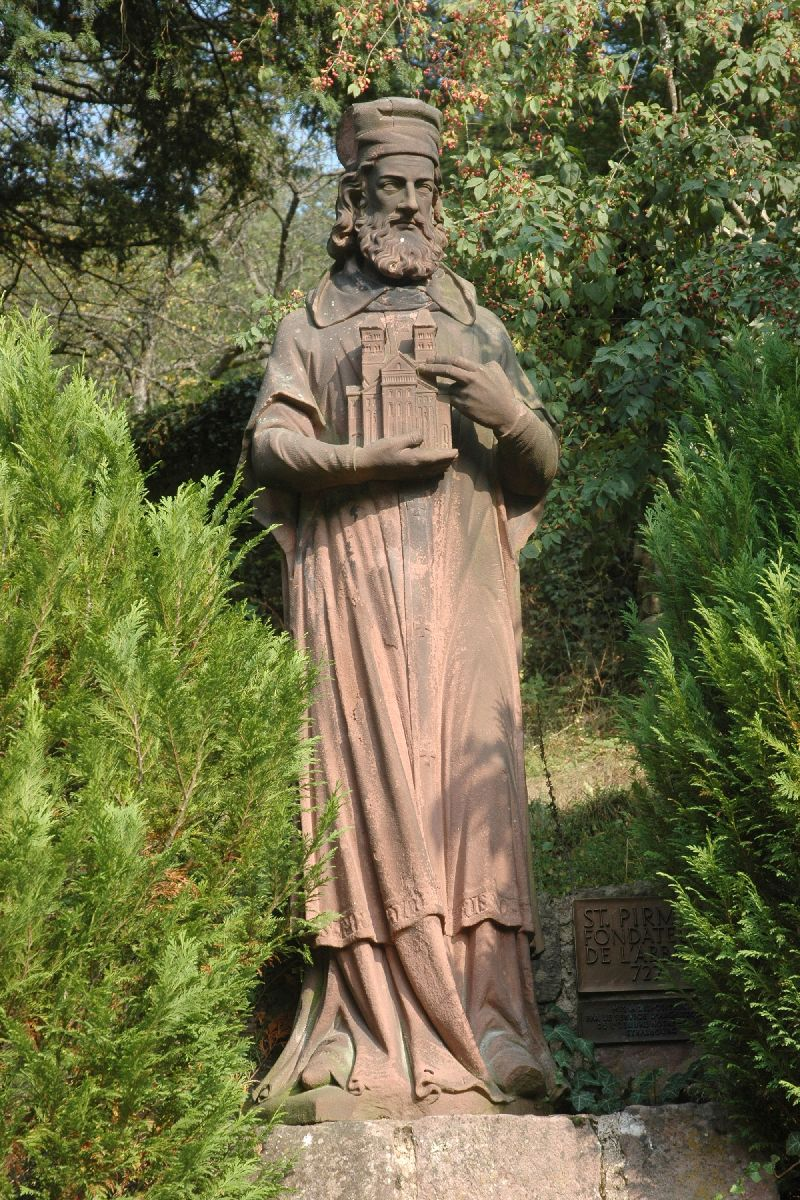
1800-talsstaty av Saint Pirmin i Murbach Abbey